# Julio Terrazas Sandoval

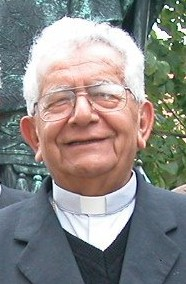
Erzbischof Julio Kardinal Terrazas Sandoval (2006)

Julio Kardinal Terrazas Sandoval CSsR (* 7. März 1936 in Vallegrande, Bolivien; † 9. Dezember 2015 in Santa Cruz de la Sierra) war Erzbischof von Santa Cruz de la Sierra. Zudem war er insgesamt dreimal Präsident der Bolivianischen Bischofskonferenz.

## Leben

Wappen von Julio Kardinal Terrazas Sandoval

Julio Terrazas Sandoval trat nach seiner Schulzeit in den Redemptoristenorden ein und empfing nach theologischen, philosophischen und sozialpädagogischen Studien in Córdoba und in Lille am 29. Juli 1962 das Sakrament der Priesterweihe. Er wirkte als Superior der Redemptoristengemeinschaft in Vallegrande, bis ihn Papst Paul VI. am 15. April 1978 zum Weihbischof in La Paz und zum Titularbischof von Apisa Maius ernannte. Die Bischofsweihe empfing er am 8. Juni desselben Jahres durch den Erzbischof von Sucre, Josef Clemens Kardinal Maurer. Mitkonsekratoren waren der Apostolische Nuntius in Bolivien, Giuseppe Laigueglia, und der Erzbischof von La Paz, Jorge Manrique Hurtado.
Am 9. Januar 1982 ernannte ihn Papst Johannes Paul II. zum Bischof von Oruro, am 6. Februar 1991 dann zum Erzbischof von Santa Cruz de la Sierra. Von 1985 bis 1991 und von 1998 bis 2005 war er Präsident der Bolivianischen Bischofskonferenz. Am 21. Februar 2001 wurde Julio Terrazas Sandoval als Kardinalpriester mit der Titelkirche San Giovanni Battista de Rossi in das Kardinalskollegium aufgenommen und war damit der erste Kardinal, der in Bolivien geboren wurde. 2004 nahm er als päpstlicher Vertreter am zehnten Eucharistischen Kongress von Argentinien teil. Er nahm nach dem Tod Johannes Pauls II. am Konklave 2005 teil. 2006 wurde er erneut Präsident der Bolivianischen Bischofskonferenz, 2009 wurde er für eine weitere Amtszeit bis 2012 wiedergewählt.
Am 12. November 2010 verlieh ihm die Theologische Fakultät Trier die Ehrendoktorwürde.
Kardinal Terrazas Sandoval war Mitglied des Päpstlichen Rates für die Laien und der Päpstlichen Kommission für Lateinamerika. Nach dem Rücktritt von Papst Benedikt XVI. nahm er am Konklave 2013 teil.

Am 25. Mai 2013 nahm Papst Franziskus das von Julio Terrazas Sandoval aus Altersgründen vorgebrachte Rücktrittsgesuch an. 

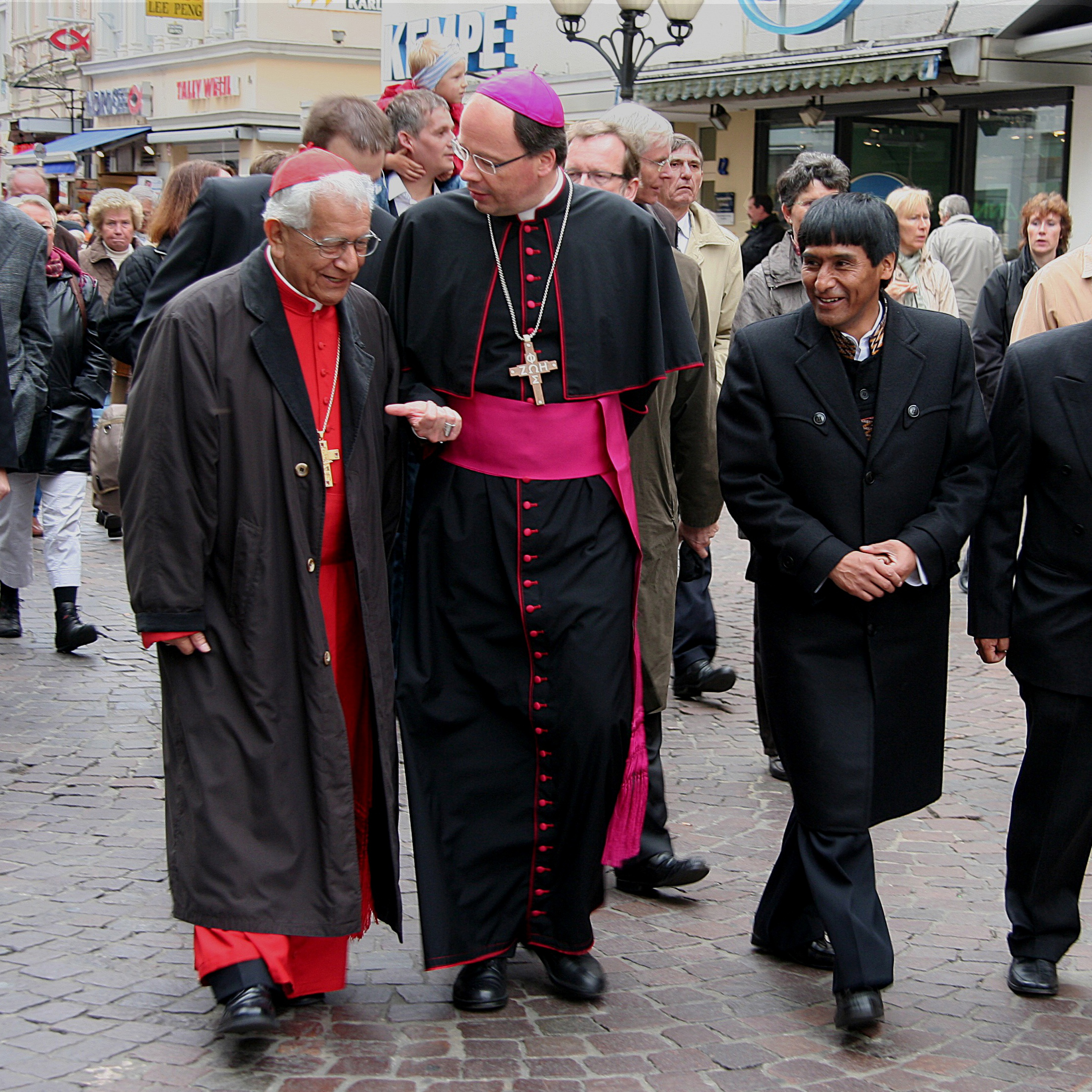
Julio Kardinal Terrazas (li.) in Trier mit Bischof Stephan Ackermann anlässlich der Feier „50 Jahre Bolivienpartnerschaft“ (2009)

Julio Terrazas starb am 9. Dezember 2015 nach langer, schwerer Krankheit. Zwei Tage später wurde er unter großer Anteilnahme der Bevölkerung in Santa Cruz beigesetzt. In seiner Traueransprache würdigte Erzbischof Sergio Alfredo Gualberti den Verstorbenen als einen „Anwalt der Armen“, der für Gerechtigkeit und für die Würde eines jeden Menschen eingetreten sei und sich gegen Korruption und Drogenhandel wie auch gegen eine gesellschaftliche Entwicklung mit autoritären Strukturen gewandt habe. Im Weiteren erwähnte Gualberti die Partnerschaft der Kirche in Bolivien mit den Diözesen Hildesheim und Trier, die durch Julio Terrazas weiterentwickelt worden sei.